# Red Bull Racing Team
Red Bull Racing Team, también conocido como Team Red Bull, fue un equipo de NASCAR, que era propiedad del fundador de Red Bull, Dietrich Mateschitz, y Chaleo Yoovidhya. El equipo se basó en Mooresville, Carolina del Norte en los Estados Unidos y fue dirigido por Jay Frye.
El equipo compitió en la Copa NASCAR desde 2006 hasta 2011. En esa categoría logró 2 victorias, 20 top 5 y 56 top 10.

## Copa NASCAR
Red Bull comenzó a competir en 2006 en la segunda fecha de Martinsville con un Dodge para Bill Elliott, pero sin poder lograr clasificar a la carrera. A. J. Allmendinger intentó clasificar a las carreras en Atlanta Motor Speedway y Texas Motor Speedway, pero sin éxito.
Para la temporada 2007, Red Bull participó de forma regular con la marca Toyota, teniendo como pilotos a Brian Vickers y a Allmendinger. Vickers acumuló un quinto puesto y 4 top 10, concluyendo 38.º en el campeonato, mientras que Allmendinger no consiguió ni siquiera un top 10.
En 2008, Vickers cosechó 3 top 5 y 6 top 10, finalizando 19º en la tabla de pilotos. Mientras que Allmendinger participó en 24 carrera para el equipo antes de ser despedido, luego fue reemplazado por Mike Skinner y Scott Speed. En la temporada 2009, Vickers obtuvo en la segunda fecha de Michigan, la primera victoria para Red Bull, y se clasificó a la Caza por la Copa; finalizó 12º. Mientras que Speed, quien reemplazó a Allmendinger, solo obtuvo un quinto puesto.
Al año siguiente, Vickers debido a que le diagnosticaron varios coágulos sanguíneos en los pulmones y en la pierna izquierda, se perdió la mayor parte de la temporada; lo reemplazaron Casey Mears, Reed Sorenson, Mattias Ekstrom, Boris Said, y Kasey Kahne. En tanto que Speed logró dos décimos lugares.
Vickers regresó a la competencia en 2011, acumuló 3 top 5 y 7 top 10, para finalizar 25º en el campeonato. Mientras que Kahne, ganó en Phoenix, y con un total de 8 top 5 y 15 top 10, quedó 14º en el campeonato.
Red Bull Racing Team decidió cerrar de manera oficial el 8 de diciembre de 2011, adquiriendo Ron Devine los vehículos, los puntos en el campeonato de fabricantes y el equipamiento para formar BK Racing.